# Peter Kálmán (Sänger)

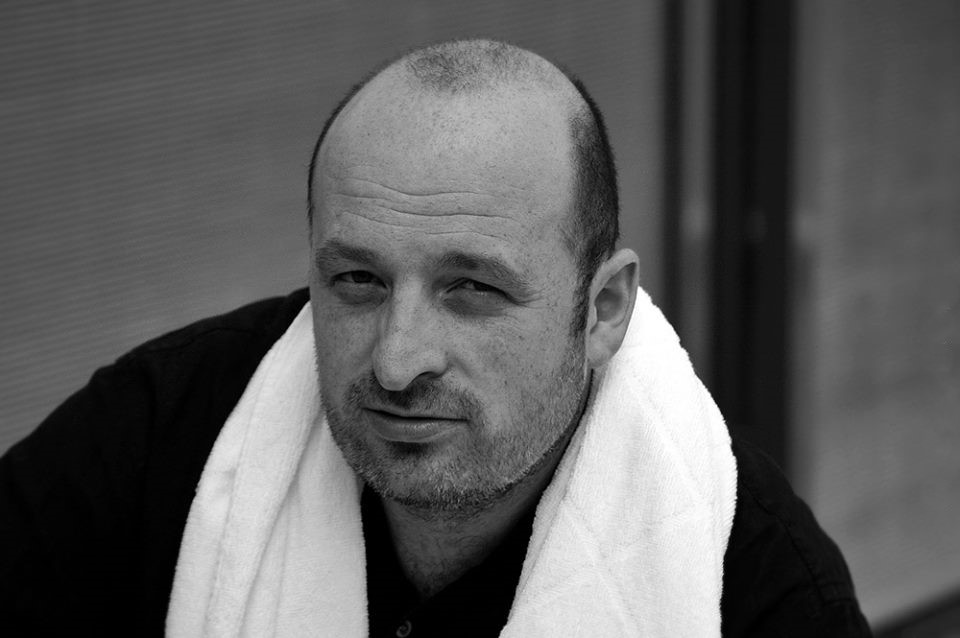

Peter Kálmán (geboren 1970 in Budapest) ist ein ungarischer Opernsänger (Bariton).

## Leben
Kálmán studierte zuerst bei Anna Pauk in Budapest, danach bei Gabor Carelli an der Manhattan School of Music in New York, schließlich auch bei Mircea Breazu in Budapest. Meisterklassen absolvierte er bei Joan Sutherland und Richard Bonynge. 1993 gewann Kálmán den ersten ungarischen Mozart-Wettbewerb und wurde daraufhin an die Ungarische Staatsoper engagiert, wo er den Papageno und den Figaro-Grafen verkörperte. Es folgte ein Engagement am Opernstudio der Oper Zürich, während dessen er u. a. in La finta semplice, Carmen, La fanciulla del West und in La serva padrona auftrat. 1998 wurde der Sänger Ensemblemitglied der Zürcher Oper und sang dort u. a. den Belcore in L’elisir d’amore, den Silvano im Maskenball und den Angelotti in Tosca, erneut den Papageno und den Grafen im Figaro, schließlich erstmals den Gianni Schicchi und den Don Magnifico in La Cenerentola. In Zürich arbeitete Kálmán auch erstmals mit namhaften Dirigenten, wie Nello Santi, Christoph von Dohnányi, Ádám Fischer, Rafael Frühbeck de Burgos, Valery Gergiev, Stefan Soltesz oder Vladimir Fedoseyev, zusammen.
Nach seiner Rückkehr an die Ungarische Staatsoper verkörperte Kálmán dort u. a. den Figaro sowohl in Mozarts Le nozze di Figaro, als auch in Rossinis Il barbiere di Siviglia, weiters den Beckmesser in Die Meistersinger von Nürnberg, den Faninal im Rosenkavalier und die Titelrolle in Don Pasquale, schließlich auch den Bartolo im Barbiere di Siviglia sowie den Alberich. Beim ungarischen Opernfestival in Miskolc übernahm er die Rollen des Malatesta in Don Pasquale und des De Siriex in Fedora sowie die Titelpartie in Gianni Schicchi. Beim Budapester Spring Festival 2006 und 2007 sang er den Grafen im Figaro, beim Veszprém-Festival 2012 erneut den Malatesta, diesmal an der Seite von Erika Miklósa und Ruggero Raimondi.
2012 sang er an der Zürcher Oper den Elmiro in Rossinis Otello, in einer Leiser/Caurier-Inszenierung, in der er auch im Jahr 2014 am Théâtre des Champs-Élysées in Paris und bei den Salzburger Pfingstfestspielen zu sehen und zu hören war. Ebenfalls 2012 debütierte er in Händels Giulio Cesare in Egitto und in Puccinis La Bohème bei den Salzburger Festspielen sowie als Nonancourt in Nino Rotas Oper Il cappello di paglia di Firenze in Nantes und Angers. In Bergen gab er den Don Magnifico in La Cenerentola, in Tel Aviv den Papageno in der Zauberflöte und in Glasgow den Leporello im Don Giovanni.
2013 gastierte Kálmán im Theater an der Wien – neben Pretty Yende bzw. Cecilia Bartoli – als Gouverneur in Rossinis Le comte Ory, 2014 sang er dort Bartolo und Antonio in zwei konzertanten Aufführungen der Nozze di Figaro mit dem Concentus Musicus Wien unter Nikolaus Harnoncourt.
Zu Kálmáns Konzertrepertoire zählen Mozarts c-Moll-Messe, Beethovens Neunte und Carl Orffs Carmina Burana.

## Diskografie (Auswahl)
- 2007: Alessio in Bellinis La sonnambula, Decca mit Cecilia Bartoli, Juan Diego Flórez und Ildebrando D’Arcangelo
- 2012: Elmiro in Rossinis Otello, ebenfalls mit Cecilia Bartoli. Aufnahme der Oper Zürich